# Metagonimus minutus
Metagonimus minutus ist ein zu den Saugwürmern gehörender Parasit aus der Familie der Heterophyidae, der bislang nur in Taiwan nachgewiesen wurde. Er kann Katzen und Mäuse infizieren, auch Infektionen des Menschen (Metagonimose) sind beschrieben.

## Entwicklungszyklus und Wirte
Die Entwicklung erfolgt über zwei Zwischenwirte. Erster Zwischenwirt sind höchstwahrscheinlich Schnecken, allerdings ist bislang unbekannt, welche Schnecken das sind. Zweiter Zwischenwirt ist die Großkopfmeeräsche. In ihren Kiemen, Schuppen und Flossen entwickeln sich in Zysten die Metazerkarien. Auch der natürliche Endwirt ist unbekannt. Der Parasit wurde durch Verfütterung von rohen Zwischenwirten an Katzen und Mäuse nachgewiesen, diese sind also zumindest experimentelle Endwirte.

## Merkmale
Die Adulten sind 0,46 mm (0,432–0,504 mm) lang und 0,28 mm (0,252–0,396 mm) breit. Der Ösophagus ist kurz, die Hoden sind symmetrisch angeordnet. Die Vesiculae seminales sind länger als die anderen Organe. Die Eier sind 23 × 13 µm groß. Damit sind die Eier und die Adulten von Metagonimus minutus kleiner als die von Metagonimus yokogawai, Metagonimus takahashii und Metagonimus miyatai. Die Körperlänge ist etwas größer als die von Metagonimus katsuradai, die Eier sind dagegen etwas kleiner. Der Mundsaugnapf ist kleiner als der Bauchsaugnapf, was ebenfalls zur Abgrenzung von Metagonimus katsuradai herangezogen werden kann.